# Infierno, canto vigesimocuarto

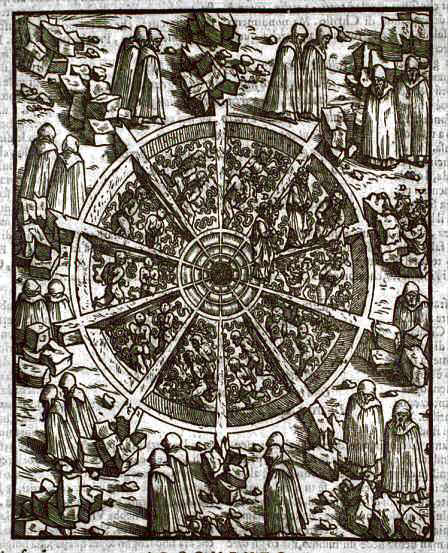
La fosa de los ladrones circundada por la de los hipócritas, ilustración de Alessandro Vellutello.

El canto vigésimo cuarto del Infierno de Dante Alighieri se sitúa en la séptima fosa del octavo círculo, donde son castigados los ladrones. Se desarrolla en la mañana del 9 de abril de 1300 (Sábado Santo), o según otros comentadores del 26 de marzo de 1300.

## Incipit
Canto XXIV, nel quale tratta de le pene che puniscono li furti, dove trattando de' ladroni sgrida contro a' Pistolesi sotto il vocabulo di Vanni Fucci, per la cui lingua antidice del tempo futuro; ed è la settima bolgia.

## Análisis del canto

### La orilla de la séptima fosa - versos 1-63

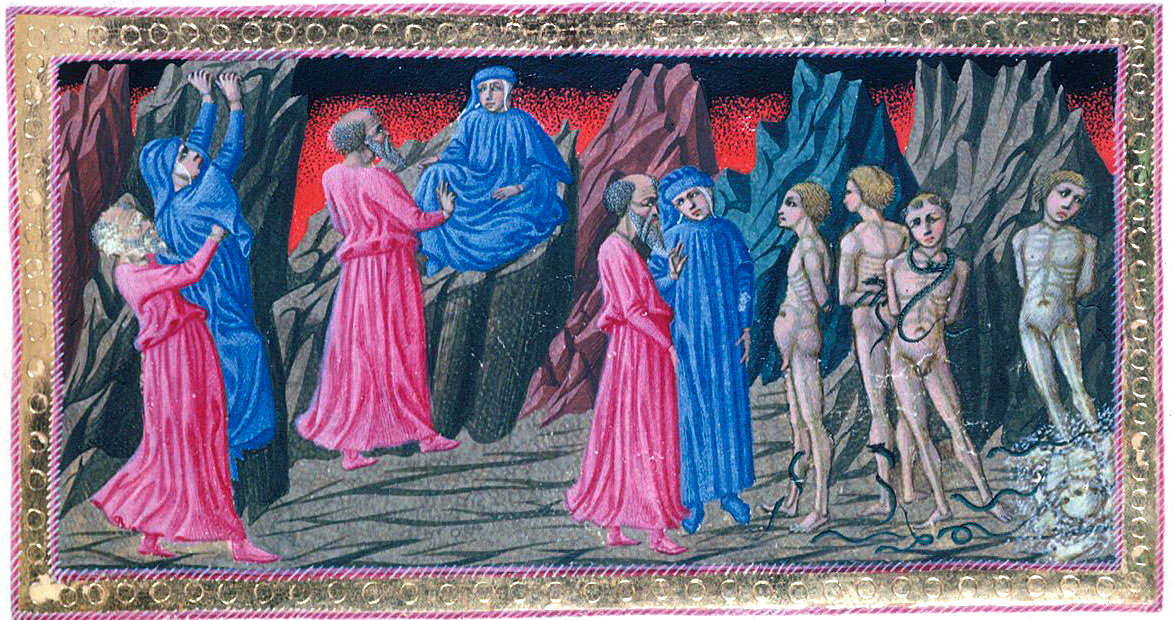
Ilustración del folio 44 del manuscrito Yates Thompson MS36 de la Divina Comedia. El autor es Priamo della Quercia

Los primeros cinco tercetos de este canto están dedicados a una de los más amplio similes del poema. Se une directamente al final del canto precedente, donde Virgilio se enojó en silencio al descubrir que había sido engañado por un diablo.
La similitud comienza con la descripción el período del año que acaba de empezar ("año joven") en el cual, según un lenguaje metafórico, el sol templa los rayos bajo Acuario (del 21 de enero al 21 de febrero) y las noches comienzan a acortarse hasta reducirse a media jornada (en el equinoccio de primavera) ("y ya las noches media jornada van durando" - v. 3), cuando la escarcha sobre la tierra imita la blanca imagen de su hermana la nieve. Un campesino a quien se le ha acabado el pienso, al ver el campo cubierto de nieve se golpea el anca en señal de desesperación, lamentándose y entrando en casa como un abandonado sin saber qué hacer. Sin embargo, cuando vuelve a ver el campo retorna la esperanza, pues en un corto lapso las cosas han cambiado, y puede salir a pastar sus ovejas. Como le sucede al campesino, así la agitación vista sobre la frente del maestro al final del anterior canto confunde a Dante, pero rápidamente llega el remedio para el mal (metáfora médica), porque, cuando llegan a las ruinas del puente destruido, Virgilio, alentado por la vista, vuelve a dirigirse a él con aquella dulce expresión que le había visto en la cara cuando lo encontró por primera vez en la "oscura selva".
Inicia entonces la subida a través de las ruinas del puente, con Virgilio que toma a Dante y lo levanta hacia la cima de una roca, mirando en tanto otra en la cual Dante pueda sostenerse, recomendándole que primero se fije si la roca puede sostener su peso ("De aquel te agarres
probando antes si es tal que te resista"). No era por cierto un camino, dice Dante, posible para quien tuviese encima una capa, queriendo explicar como aquello no fuese un recorrido que pudiese permitirle a los hipócritas salir de su fosa.
Afortunadamente las Malebolge se degradan ligeramente hacia el pozo central, por la cual la orilla interna está siempre un poco más baja que la otra, y al final los dos poetas logran llegar a la última piedra en cima a las ruinas del puente destruido.
Llegados a la cima Dante tiene la respiración cortada y se sienta sobre la primera roca que encuentra porque no puede más ("que más ya no podía" - v. 44), pero Virgilio toma rápidamente a Dante y con solemnes sugerencias y estímulos lo incita a comenzar en seguida la marcha.
Las palabras de Virgilio son famosas por su rigor e importancia, aunque leídas en el contexto de la situación suenan un poco fuerte. No hay que olvidarse su valor sobre todo simbólico, no ligado solo a la situación de cansancio en que se encuentra Dante.
Él dice al discípulo que sentándose sobre las plumas o bajo techo no se gana fama durante la vida. Quien hace así en la tierra deja la pista que hace el humo en el aire o la espuma en el agua. Por eso es necesario que Dante se levante y derrote el cansancio, porque el ánimo tiene el poder de vencer cada batalla si el pesado cuerpo no se derrumba. Bien más larga será la escalera que le espera (es decir el Purgatorio) porque no basta con separarse de los condenados ("Más larga escala nos espera; / no basta haber partido de este abismo" vv- 55-56). Esta última frase encierra todo el sentido del viaje simbólico en el Infierno: Dante está recorriendo un camino iniciador hacia el bien y el conocimiento de lo divino, pero antes que todo debe saber todos los pecados (expiación, cumplida a través del Infierno), después cumplir un recorrido de purificación a través del Purgatorio, porque solo conocer el mal y evitar de usarlo no es suficiente para la bendición. Si bien la opinión más difundida sobre la "escalera más larga" sea aquella apenas dicha, Manfredi Porena hace notar que la subida más cansadora que Dante deberá hacer no es la del Purgatorio. Se verá de hecho que sobre la plata de la montaña, a almas llegadas en ese momento, Virgilio dirá que ellos dos llegaron allí por camino "duro y fuerte" y que subir la montaña será un juego (Purgatorio II, vv. 64-66). Y el camino del cual aquí habla es aquel que subieron del centro de la Tierra a la isla del Purgatorio: esta debe ser entonces la escalera más larga a la que se refiere Virgilio. Y el v. 56 significará: "no basta irse de estos pecadores; deberás irte de todo el Infierno".
Dante entonces se pone en pie convencido, diciendo "Ve, que ya estoy fuerte y atrevido" (v. 60). Los dos entonces encuentran el nuevo puente sobre la fosa siguiente, que era más escabroso, estrecho, fatigoso y empinado de todos los anteriores.

### La fosa de los ladrones - vv. 64-96

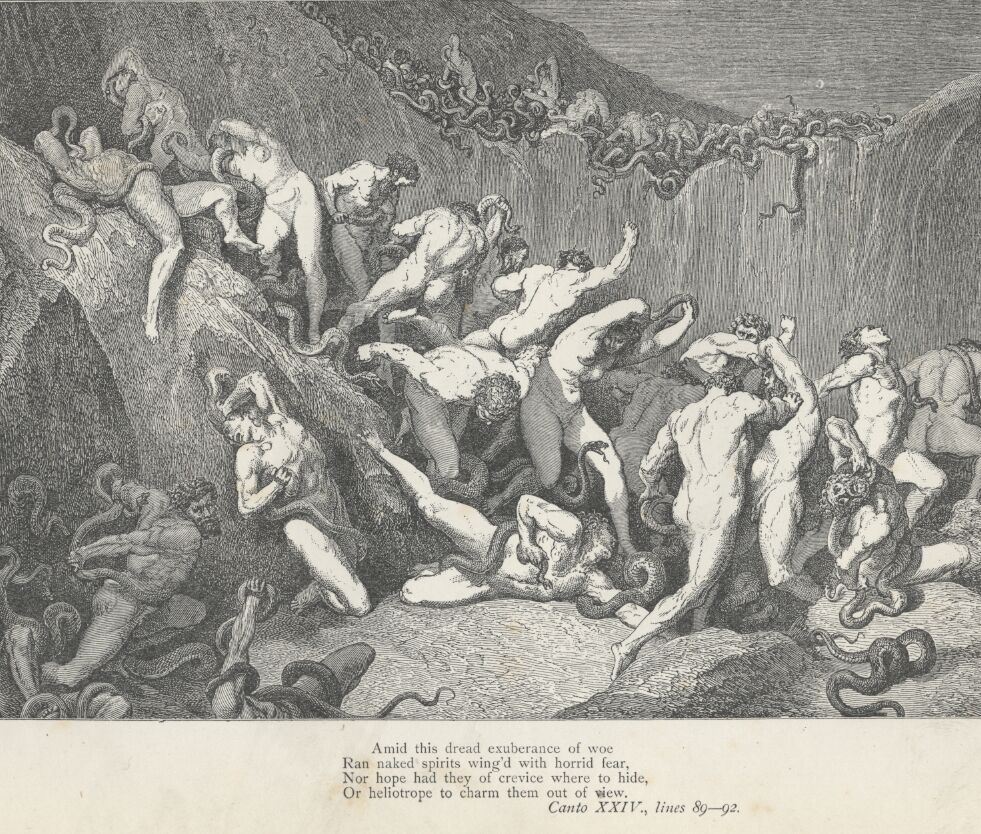
La fosa de los ladrones, ilustración de Gustave Doré.

Mientras Dante está todavía hablando para esconder su cansancio, los dos poetas salieron en tanto sobre el puente de la siguiente fosa, la séptima, y Dante siente una voz "que no lograba formar claras palabras" (v. 66), pero que, a pesar de no entender qué decía, le parecía muy enojada: el poeta se acerca entonces al borde del puente para ver hacia abajo, pero por la oscuridad no puede ver nada, entonces propone a Virgilio de ir hasta la orilla más interna y de bajar desde el puente desde ahí, a lo que el poeta accede con una perífrasis retórica (perífrasis: "Más no te respondo si no con la acción, porque a una pregunta honesta se debe responder callando y siguiendo la obra propuesta").
Bajan entonces por la testa del puente, donde esta se une con la octava orilla, y Dante ve un escenario totalmente distinto al anterior, dominado por un frenético movimiento, causado por serpientes (en realidad se descubre enseguida que son reptiles varios), de distinta especies, la cual memoria todavía hiela la sangre de Dante (como se verá en el siguiente canto, estas mismas serpientes que lo dejaron atónito se transformarán para él en "serpientes amigas").
Y Dante cita bastante fielmente la Farsalia de Lucano: había quelidras, yáculos, faras, cencros y asfisbenas. Libia (entendido genéricamente como el desierto del Sahara), Etiopía y Arabia (lo que está arriba del Mar Rojo) no pueden decir que tienen tanta riqueza de serpientes, que Dante se complace en elencar.
Entre los reptiles corren "gentes desnudas y aterradas", que no tienen esperanza de encontrar un escondite ni el heliotropo, piedra que se consideraba que tenía el poder de hacer invisible a quien lo llevaba. Ellos tienen las manos atadas detrás de la espalda de las serpientes, que clavan la cola y la cabeza sobre los riñones de los condenados.
Más adelante Dante dirá que se trata de los ladrones, que, a diferencia de los ladrones castigados en el primer giro del círculo VII en la sangre hirviente del Flegetonte (Canto XII), no son violentos, pero estafaron a los otros con el engaño y la astucia, culpa más grave de los hurtadores según la lógica del infierno dantesco, que a las capas más bajas les corresponden los pecados más graves.

### Metamorfosis de los ladrones - vv. 97-120

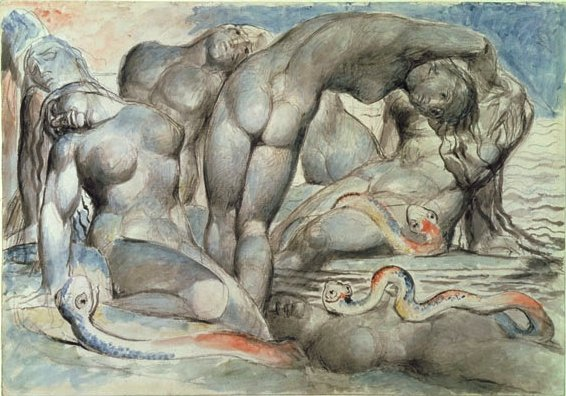
Los ladrones, cuadro de William Blake.

En este instante Dante asiste a una sorprendente metamorfosis, cuando una serpiente muerde a un condenado entre el cuello y los hombros y en el tiempo de trazar una "O" o una "I" (letras de un solo trazo) el condenado cae a tierra como cenizas y renace de ellas, como el Fénix, que renace cada 500 años después de haberse construido una cama de nardo y mirra (cita casi literal de Ovidio, Metamorfosis XV) o como un epiléptico, que en aquella época se consideraba poseído temporalmente por un demonio.
El contrapaso de estos condenados no es del todo claro, igual la serpiente que se arrastra podría simbolizar la naturaleza sutil de estos condenados. Además, el hecho de tener las manos atadas es lo opuesto de la "libertad" de manos que tenían para robar. La metamorfosis animalesca es siempre un hecho degradante en Dante, que en su concepción del universo estrictamente jerárquica atribuía a los animales y las plantas una forma de vida mucho menos noble de la humana, creada a semejanza de Dios (se piense a los suicidas la cual pena es la de ser transformados en árboles, o a las similitudes de animales frecuentes en las Malebolge). En el caso del condenado que se pulveriza y renace es un agregado porque su pecado sucedió en un lugar consagrado (se lee dentro de poco), por eso el retorno al polvo, como antes del Génesis, es una severa venganza divina de quien osó desafiarlo.

### Vanni Fucci y su profecía - vv. 121-151

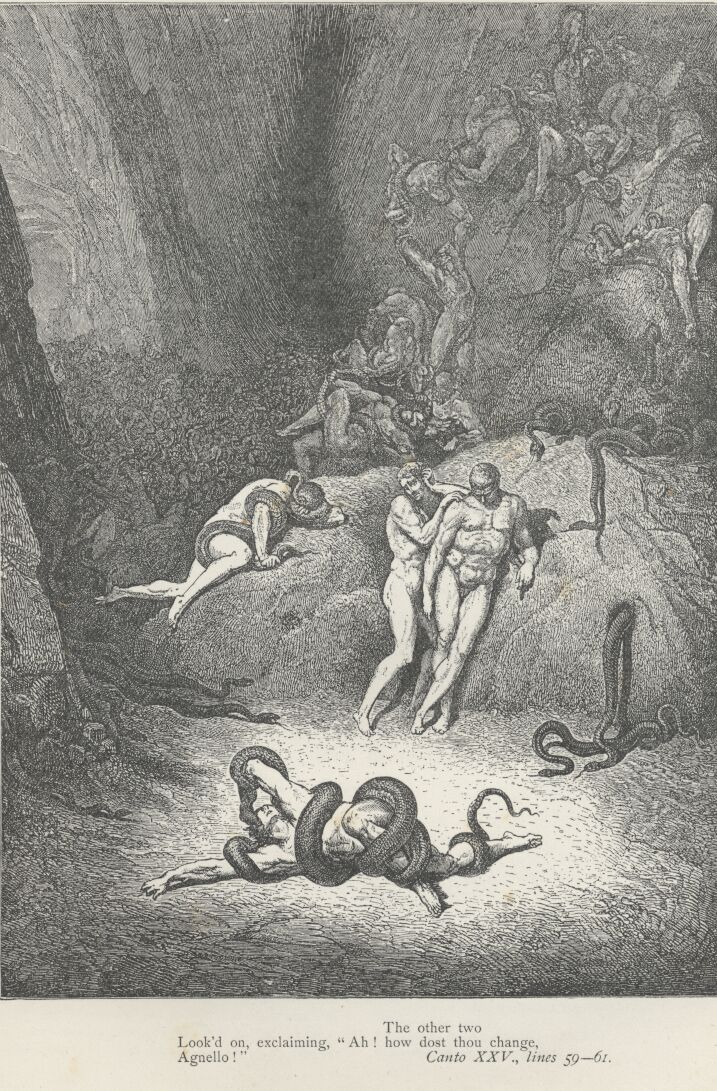
Metamorfosis, ilustración de Gustave Doré.

Virgilio pide entonces el nombre al condenado, y aquel responde con toda la arrogancia aspereza que puede: dice que llovió en esta fosa desde Toscana desde hace poco tiempo. Le gustaba la "vida bestial y no humana", y era un mulo, es decir un bastardo, hijo ilegítimo, de nombre Vanni Fucci que tuvo en Pistoya su digna tana (casa).
En práctica el condenado se presentó como un animal, un violento (era de hecho asesino), tanto de sumarle a su nombre el epíteto de "bestia", pero Dante no está satisfecho de su pregunta, porque en verdad ya reconoció quien es, un terrible pistoyano que cumplió crueles e inútiles acciones durante el asedio de Caprona (una acción militar consecuencia de la batalla de Campaldino, a la cual Dante participó como caballero). Entonces Dante presiona a Virgilio para que no se escape el condenado, porque su culpa es más humillante y grave (al menos según el esquema ético de Dante, citado en el párrafo anterior) de la que quiso decirle a ellos. Entonces Vanni Fucci, golpeado en su debilidad, se gira directamente sobre Dante mirándolo en los ojos sin la interposición de Virgilio y a regañadientes le confiesa que le duele más esta mísera condición más que lo que le dolió morir. No puede negar la respuesta a la pregunta de los dos enviados en misión divina: se encuentra aquí abajo porque fue ladrón de la sacristía de hermosos ornamentos (notar la plena confesión, con el acento puesto sobre la culpa en manero bien directa) de la que fue acusado falsamente otro.
Después de la humillación Vanni Fucci prepara la venganza: "Pero para que de esta vista no te goces, / si acaso llegas a salir de estos sombríos lares,/ abre las orejas a mis anuncios, y oye". El condenado se dirige con arrogancia hacia Dante, y junto con lo que hará después, su figura es dibujada como una de las más negras e indomables del Infierno. Profetiza entonces noticias desagradables para Dante: Pistoya está despoblada por la expulsión de los Negros, pero prontamente Florencia se llenará de gente, entendiendo que el éxito actual de los Blancos es fugaz porque en poco tiempo con la llegada de Carlos de Valois la suerte cambiará. Marte trae vapores ígneo de rayos en Lunigiana (Val di Magra) y con la fuerte tormenta se combatirá sobre el campo de Pistoya (Campo Piceno, por una errada interpretación de Salustio que comprendieron mal también otros autores). Aquí el dios de la guerra romperá la niebla con estos rayos "de tal modo que todo Blanco será herido. Esto te lo he dicho para que te duela" (vv. 150-151).
El canto se cierra con estos versos llenos de odio, y todavía más negativa será el apertura del siguiente canto con la blasfemia de Vanni Fucci, así de terrible que hará que Dante pronuncie una invectiva contra Pistoya.